# 長野県立篠ノ井高等学校
もしかして
- 長野県篠ノ井高等学校

ではありませんか？